# Paranamera excisa
Paranamera excisa là một loài bọ cánh cứng trong họ Cerambycidae.